# Parhippopsicon albovittatum
Parhippopsicon albovittatum es una especie de escarabajo del género Parhippopsicon, familia Cerambycidae.

## Historia
Fue descrita científicamente por primera vez en el año 1978 por Breuning.